# Ampelisca burkei
Ampelisca burkei är en kräftdjursart som beskrevs av J. L. Barnard och Thomas 1989. Ampelisca burkei ingår i släktet Ampelisca och familjen Ampeliscidae. Inga underarter finns listade i Catalogue of Life.